# ウェディングブーケ

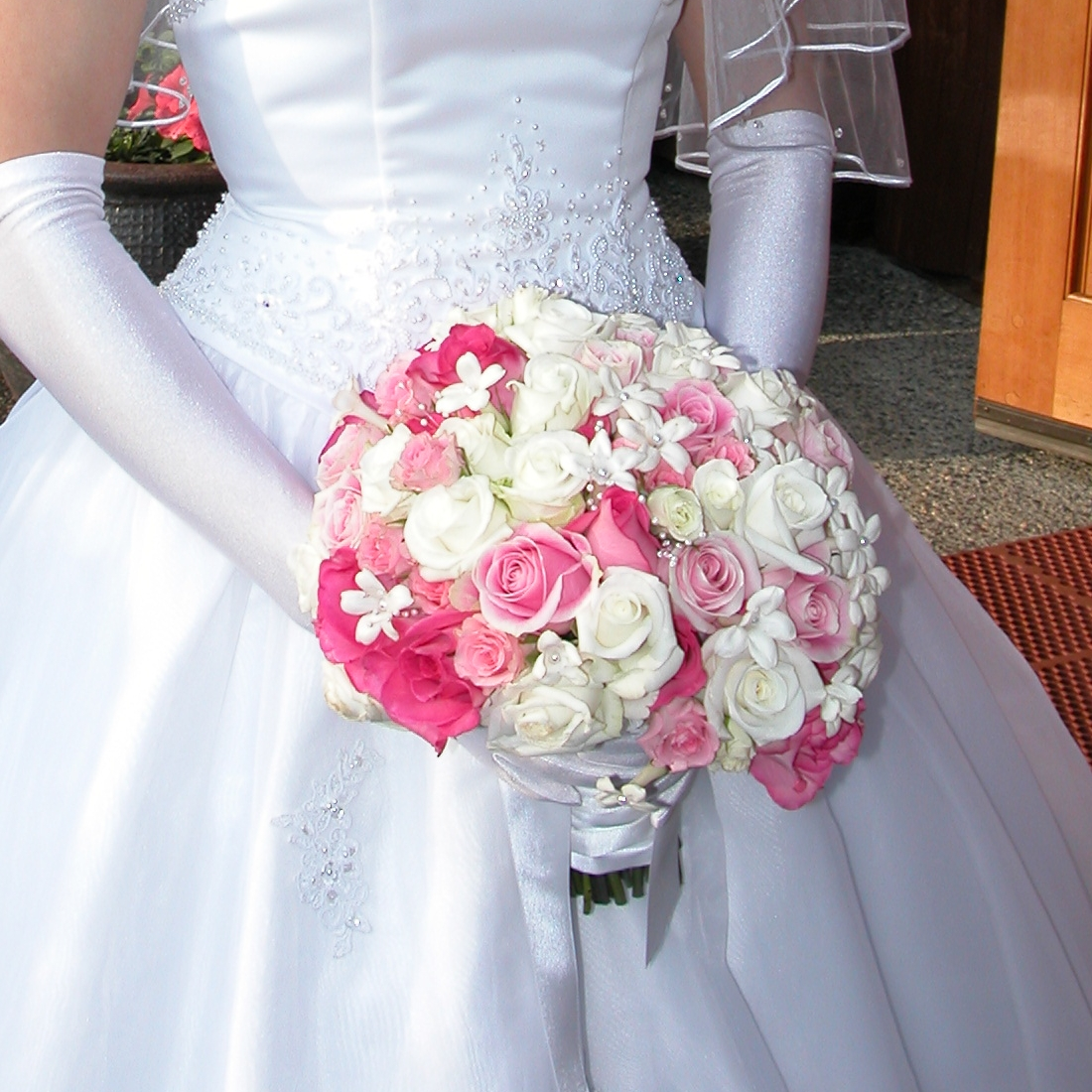
クラッチブーケ
ラウンドブーケに見えるが、茎がある

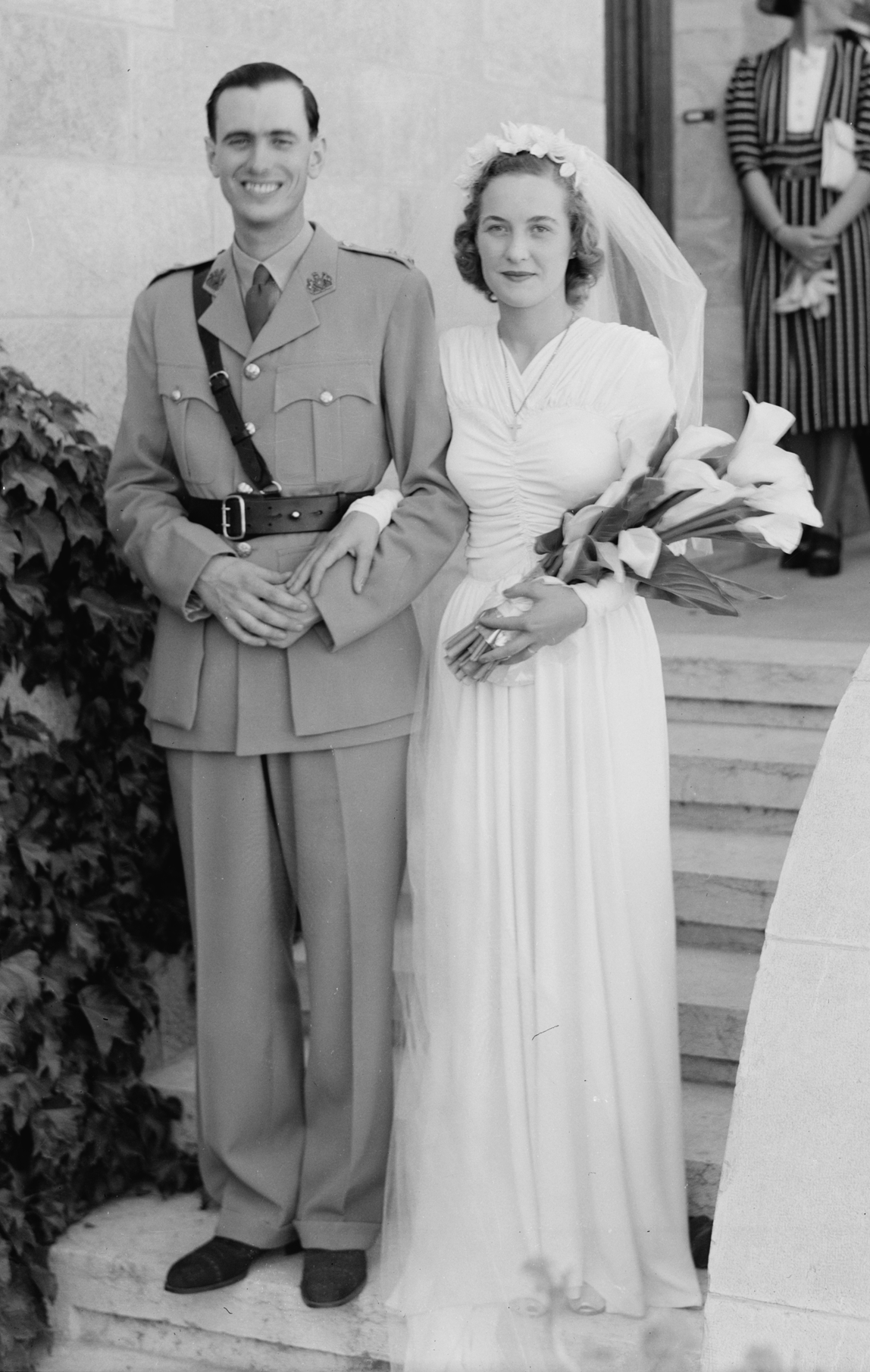
アームブーケ
1942年

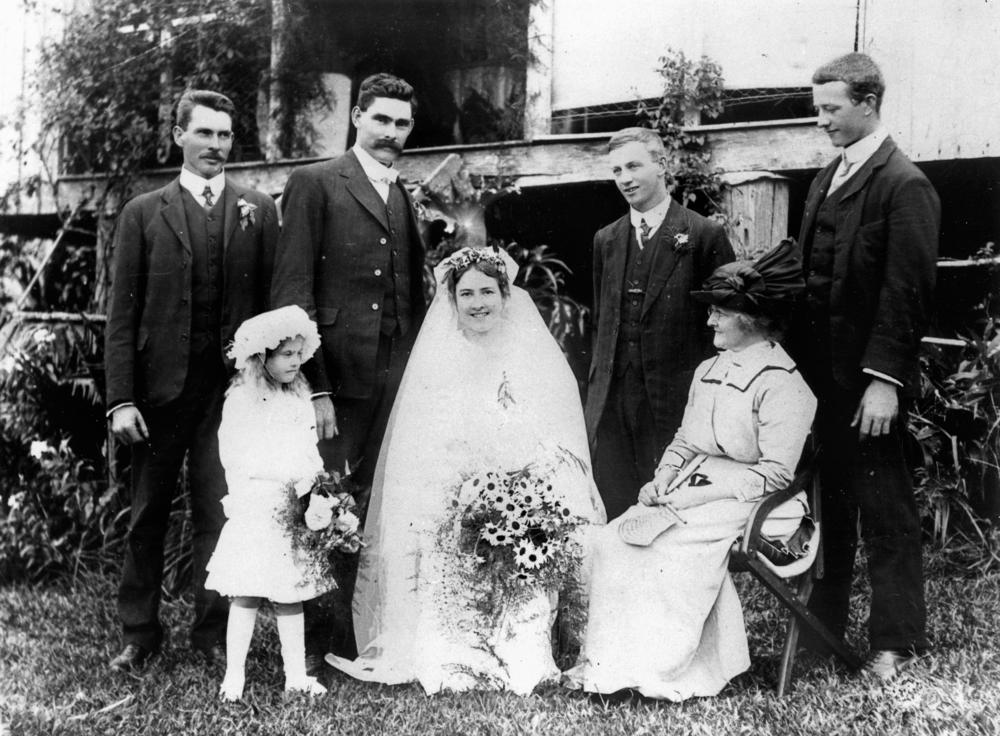
ティアドロップブーケとブートニア
1914年

ウェディングブーケとは結婚式で花嫁が持つ花束である。ウェディングドレスを汚さない生花で構成されており、映画やテレビドラマ等の撮影で長時間使用する場合は、プリザーブドフラワーやリアル造花が適している。

## 謎
ある時代に、男性が女性に花束を渡してプロポーズを行い、女性は結婚を受諾する返事として、その花束から1輪抜いて男性の服に挿した動作が、後に結婚式で使用するブーケとブートニア/ブートニエールとして定着した、と言われている。
しかし情報の伝達が遅い時代において、この動作が言い伝えとして残り、さらに結婚式に使うアイテムに結び付いた流れが謎である。日本型バレンタインデーやホワイトデーのように、どこかで何者かが企画したことで、広まったとも考えられる。

## 注意点
自作は、未経験ならばやらないほうが良い。結婚式前日に組み立て、当日の夜まで形を維持させることには、ノウハウが必要になる。アームブーケならば花屋に質問すればできるが、貧相に見えないように工夫が必要になる。
季節によっては、販売されていない花がある。